# Gardez (distrikt)
Gardez är ett distrikt i Afghanistan. Det ligger i provinsen Paktia, i den östra delen av landet, 100 kilometer söder om huvudstaden Kabul. Administrativt centrum är staden Gardez.
Distriktet beräknades år 2022 ha cirka 99 000 invånare.